# Dick Van Dyke

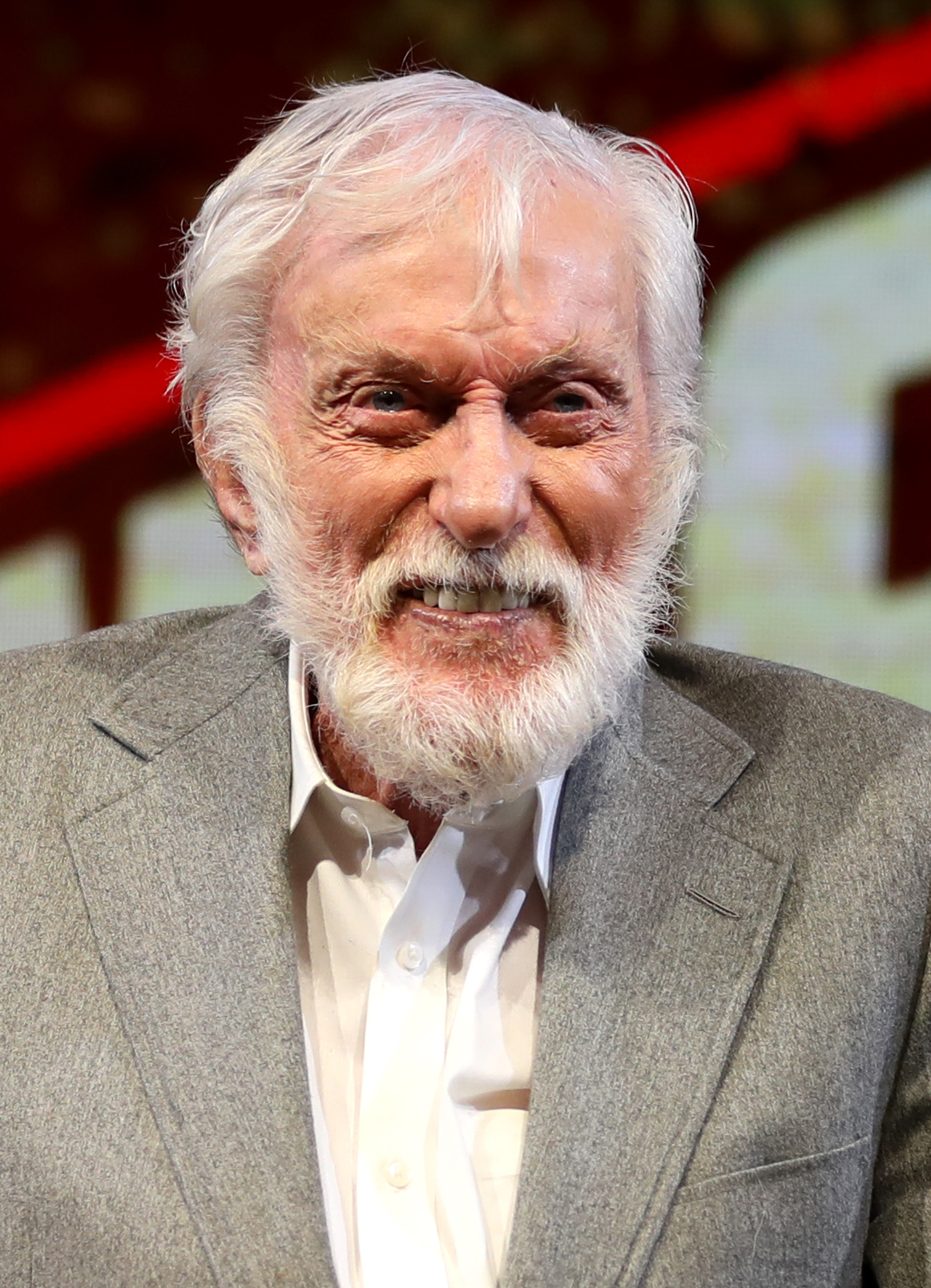
Dick Van Dyke (2024)

Richard Wayne „Dick“ Van Dyke (* 13. Dezember 1925 in West Plains, Missouri) ist ein US-amerikanischer Fernseh- und Filmschauspieler, Entertainer und Komiker. Weltbekannt wurde er durch seine Hauptrollen als Schornsteinfeger Bert in Walt Disneys Mary Poppins (1964) sowie als Caractacus Potts in Tschitti Tschitti Bäng Bäng (1968). Mit seiner The Dick Van Dyke Show erlangte er in den 1960er-Jahren in den USA große Popularität, in den 1990er-Jahren feierte er mit der Krimiserie Diagnose: Mord (Diagnosis Murder) ein Comeback. Er ist sechsfacher Emmy- sowie jeweils einfacher Grammy-, Golden-Globe- und Tony-Preisträger.

## Leben

### Frühes Leben und Anfänge im Showgeschäft
Richard Van Dyke, genannt Dick, wurde 1925 als Sohn eines Handelsvertreters und einer Stenografistin geboren. Der Familienname Van Dyke geht auf niederländische Vorfahren zurück. Er wuchs größtenteils in Danville, Illinois, auf und schloss dort 1944 die Danville High School ab. Unmittelbar nach dem Schulabschluss diente er im Rahmen des Zweiten Weltkriegs in der United States Army Air Forces. Im Gegensatz zu seinen anfänglichen Hoffnungen wurde er aber nie Kampfpilot, stattdessen wurde er zur Truppenunterhaltung beordert – Van Dyke äußerte später, es sei wahrscheinlich zu seinem Vorteil als auch dem Vorteil der Army Air Forces gewesen. Als Moderator beim Armeeradio sammelte er erste Erfahrungen im Showgeschäft.
Nach dem Ende seiner Armeezeit war Van Dyke zunächst weiter als Radiomoderator tätig. Zwischen 1947 und 1953 bildete er mit dem Pantomimen Phil Erickson ein Komikerduo, das an der amerikanischen Westküste in Nachtclubs und lokalen Fernsehprogrammen unter den Namen Merry Mutes und später Eric and Van auftrat. Ab 1953 moderierte er beim Regionalfernsehen von Atlanta, ab 1955 hatte er beim Regionalfernsehen von New Orleans erstmals eine eigene Comedysendung. Schließlich kam er gegen Ende der 1950er-Jahre auch zu ersten Auftritten in amerikaweiten Fernsehshows und -serien. Im November 1959 gab er sein Broadway-Debüt in dem Stück The Girls Against the Boys.

### Karriere

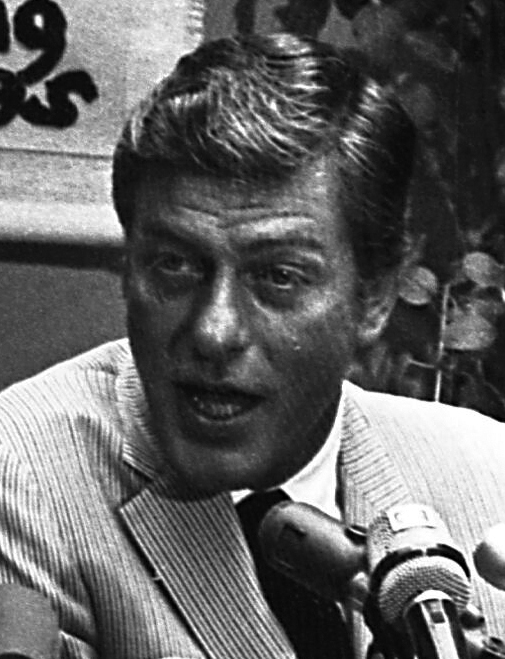
Dick Van Dyke (1968)

Der Durchbruch gelang Van Dyke, als er 1960 die Rolle des Albert Peterson in dem Broadway-Musical Bye Bye Birdie verkörperte. Für seine Darbietung wurde er mit dem Tony Award als Bester Nebendarsteller in einem Musical ausgezeichnet. Danach brillierte er in seiner eigenen Sitcom, der The Dick Van Dyke Show, die von 1961 bis 1966 in fünf Staffeln lief und in den USA sich großer Popularität erfreute. In der Hauptrolle des Drehbuchautors Rob Petrie, der an der fiktiven Alan Brady Show mitarbeitet, gewann Van Dyke drei Emmy Awards.
Neben seinem Engagement bei der Dick Van Dyke Show übernahm er auch erste Rollen auf der Kinoleinwand. 1963 wurde seine Glanzrolle in Bye Bye Birdie mit ihm verfilmt, 1964 war er in Immer mit einem anderen (What a Way to Go!) an der Seite von bereits etablierten Hollywood-Stars zu sehen. Im gleichen Jahr stand er in Walt Disneys Mary Poppins in einer Doppelrolle vor der Kamera, als Lebenskünstler und Schornsteinfeger Bert und, stark verkleidet, als älterer Besitzer der Bank. Van Dykes Versuch, einen Cockney-Akzent nachzuahmen, wurde oft verspottet (besonders im Vereinigten Königreich). In diesem Film zeigte er aber seine Vielseitigkeit als Sänger und Tänzer. Für seinen Beitrag zum Soundtrack von Mary Poppins erhielt Van Dyke einen Grammy Award.
Ab Mitte der 1960er Jahre war Van Dyke in einer Reihe relativ erfolgloser Filme zu sehen, von denen nur der Kinderfilm Tschitti Tschitti Bäng Bäng (Chitty Chitty Bang Bang) noch immer größere Bekanntheit besitzt, besonders durch das gleichnamige Musical. Aufgrund des nachlassenden Kinoerfolges wechselte er im Verlauf der 1970er-Jahre wieder mehr in Richtung Fernsehen. 1974 überraschte Van Dyke in seiner ersten dramatischen Rolle, als alkoholkranker Geschäftsmann in Der Morgen danach (Originaltitel The Morning After). Van Dyke erhielt allgemeine Anerkennung für seine Darstellung und eine Emmy-Nominierung. Der Film wird von Kritikern als einer der realistischsten Fernsehfilme angesehen, die je zum Thema Alkoholismus produziert wurden. In den USA wird der Film in manchen Behandlungszentren gezeigt. Zu dieser Zeit gab Van Dyke zu, selbst Alkoholprobleme zu haben. Ebenfalls 1974 spielte er den Mörder in der Folge Momentaufnahme für die Ewigkeit der Fernsehreihe Columbo. 1976 führte er durch die Fernsehshow Van Dyke and Company, die einen Emmy Award gewann, aber nach nur elf Folgen wieder eingestellt wurde.

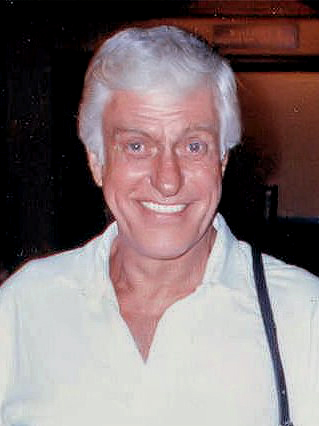
Dick Van Dyke (1988)

In den 1980er-Jahren sah man Van Dyke in einer Reihe von Fernsehfilmen sowie als Gastdarsteller in Serien wie Matlock und Golden Girls. Seine Karriere schien beinahe beendet, bevor er 1990 für die Rolle des DA Fletcher, des Vorgesetzten von Dick Tracy, im gleichnamigen Kinofilm besetzt wurde. Er erhielt dafür viele positive Kritiken, was dazu führte, dass er anschließend Hauptrollen in mehreren Fernsehfilmen bei CBS erhielt.
Dies wiederum führte zu der Produktion der erfolgreichen Krimiserie Diagnose: Mord, die von 1993 bis 2001 lief. In dieser verkörperte er die Rolle des umsichtigen Dr. Mark Sloan, der sich aufgrund seines kriminalistischen Interesses auch immer wieder aktiv in die Polizeiarbeit seines Sohnes Detective Steve Sloan (gespielt von Barry Van Dyke) einmischt.
In der Sitcom Becker spielte Van Dyke 1998 in der Folge Becker senior (Staffel 1, Episode 13) den Vater des Hauptcharakters Dr. John Becker (verkörpert von Ted Danson).
2006 stand Van Dyke in einer größeren Rolle als altgedienter Nachtwächter in dem Kinohit Nachts im Museum neben Ben Stiller und Robin Williams vor der Kamera. Die Rolle spielte er auch in einer geschnittenen Szene von Nachts im Museum 2 und in einem Kurzauftritt in Nachts im Museum: Das geheimnisvolle Grabmal. Nachdem Van Dyke schon 1964 in Mary Poppins sowohl den Schornsteinfeger Bert als auch den Bankdirektor Mr. Dawes senior verkörpert hatte, war er auch 2018 in der Fortsetzung Mary Poppins’ Rückkehr dabei. Hierbei verkörperte er Mr. Dawes junior und legte, inzwischen über 90 Jahre alt, in einer Szene eine Tanzeinlage hin.
Im Februar 2023 nahm Van Dyke als Gnome an der neunten Staffel der US-amerikanischen Version von The Masked Singer teil, in der er den 21. Platz erreichte. Nach seiner Demaskierung sang er Supercalifragilisticexpialidocious, das er in Mary Poppins dargeboten hatte.  Er ist bislang der älteste Kandidat der US-amerikanischen Version. In der zwölften Staffel präsentierte er Hinweise zur Identität des Kandidaten Dust Bunny (Andy Richter). Im Alter von 98 Jahren wurde Dick Van Dyke 2024 für seine Rolle in Zeit der Sehnsucht mit einem Daytime-Emmy ausgezeichnet, womit er der bis dahin älteste Gewinner dieses Preises wurde. In dem im Dezember 2024 veröffentlichten Musikvideo zur Single All My Love von Coldplay spielte Van Dyke die Hauptrolle.

### Familie
Sein jüngerer Bruder Jerry Van Dyke arbeitete ebenfalls als Schauspieler. In erster Ehe war Dick Van Dyke von 1948 bis 1984 mit Margie Willett verheiratet, mit der er vier Kinder hat. Sein Sohn Barry Van Dyke und seine Enkel Carey und Shane spielten neben ihm in Diagnose: Mord. Seine Tochter Stacy Van Dyke ist ebenfalls Schauspielerin. Seit 2012 ist Dick van Dyke in zweiter Ehe mit Arlene Silver verheiratet.

### Sonstiges
Dick Van Dyke ist ein großer Bewunderer von Stan Laurel und hielt eine Grabrede bei dessen Begräbnis im Jahr 1965. Bei einem Treffen mit Laurel soll er ihm gesagt haben, er hätte vieles von ihm kopiert; Laurel soll mit einem Schmunzeln geantwortet haben: „Ich habe es bemerkt.“
Eine Leidenschaft Van Dykes ist das Produzieren von 3D-Computergrafiken. Ein praktisch unmöglicher Motorradstunt wurde so von ihm für Diagnose: Mord umgesetzt.
Als Van Dyke 1993 mit einem Stern am Hollywood Walk of Fame geehrt wurde, war der Name des Stars irrtümlich mit DICK VANDYKE angegeben. Van Dyke malte persönlich mit einem Stift eine Linie zwischen VAN und DYKE. Der Fehler wurde nach der Zeremonie korrigiert.
2013 erklärte Van Dyke, dass er sieben Jahre lang unter Symptomen einer neurologischen Störung gelitten habe, die trotz zahlreicher Tests nicht durch Diagnose bestätigt werden konnte. Er musste infolgedessen zahlreiche Auftritte wegen der Symptome, bei denen er unter plötzlichem Herzrasen und Erschöpfung litt, absagen.

## Publikationen (Auswahl)
- 2012: My Lucky Life In and Out of Show Business: A Memoir, Crown, ISBN 978-0-307-59224-8
- 2015: Keep Moving: And Other Tips and Truths About Aging, Hachette Books, ISBN 978-1-60286-296-8
  - 2015: Keep Moving: And Other Tips and Truths About Aging, Blackstone Audio, Inc/Audible (Autorenlesung)
- 2024: My Lucky Life in and Out of Show Business (Audible, Autorenlesung)

## Ehrungen

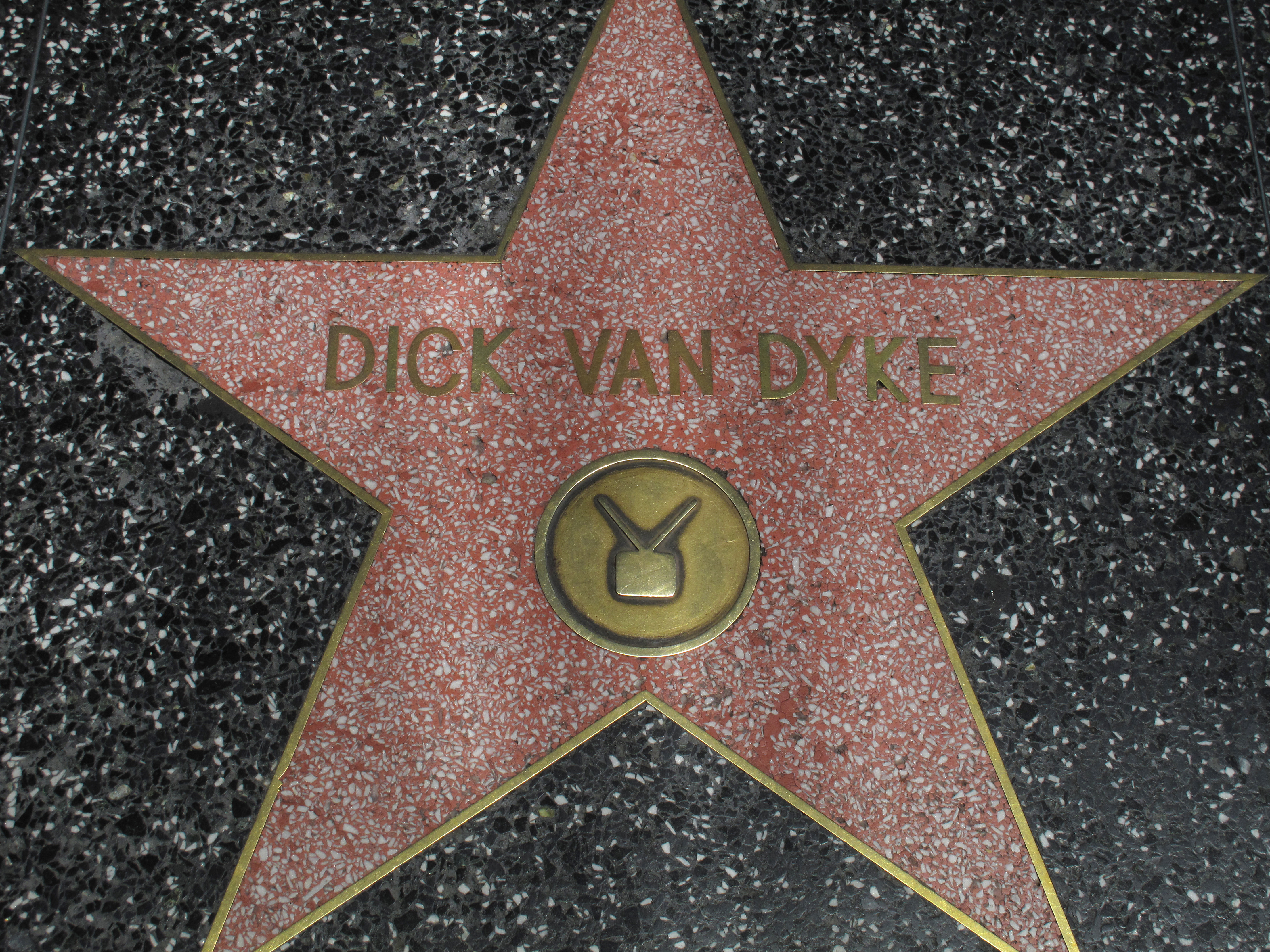
Stern von Van Dyke auf dem Hollywood Walk of Fame

### Schauspielerische Auszeichnungen
- 1961: Tony Award als Bester Nebendarsteller in einem Musical für Bye Bye Birdie
- 1964: Golden-Globe-Nominierung als Bester Hauptdarsteller – Komödie oder Musical für Mary Poppins
- 1964, 1966: Zwei Emmy Awards in der Kategorie Outstanding Actor in a Comedy Series für The Dick Van Dyke Show
- 1965: Emmy Award in der Kategorie Outstanding Individual Achievements in Entertainment – Actors and Performers für The Dick Van Dyke Show[21]
- 1974: Emmy-Nominierung in der Kategorie Best Lead Actor in a Drama für The Morning After
- 1977: Emmy Award in der Kategorie Outstanding Comedy-Variety or Music Series für Van Dyke and Company
- 1984: Daytime Emmy Award in der Kategorie Outstanding Performer in Children’s Programming für CBS Library: The Wrong Way Kid
- 1990: Emmy-Nominierung in der Kategorie Outstanding Guest Actor in a Comedy Series für Golden Girls
- 2015: Daytime-Emmy-Award-Nominierung in der Kategorie Outstanding Performer in an Animated Program für Mickey Mouse Clubhouse: Mickey’s Pirate Adventure
- 2024: Daytime-Emmy-Award-Auszeichnung in der Kategorie Outstanding Guest Performance in a Daytime Drama Series für Zeit der Sehnsucht

### Musikalische Auszeichnungen
- 1964: Grammy Award in der Kategorie Best Album for Children für Mary Poppins
- 2021: Silberne Schallplatte in Großbritannien für Supercalifragilisticexpialidocious[22]
- 2023: Goldene Schallplatte in den USA für Supercalifragilisticexpialidocious

### Ehrungen für das Lebenswerk
- 1993: Stern auf dem Hollywood Walk of Fame
- 1995: Aufnahme in die Television Hall of Fame
- 1998: Ernennung zur Disney-Legende (Disney Legend)
- 1998: Hollywood Legend Award für das Lebenswerk
- 2012: Life Achievement Award der Screen Actors Guild Awards
- 2020: Kennedy-Preis[23]

## Filmografie (Auswahl)
- 1956: Joe & Mabel (Fernsehserie, Folge 1x01)
- 1957–1958: The Phil Silvers Show (Fernsehserie, 2 Folgen)
- 1960: Alfred Hitchcock präsentiert (Alfred Hitchcock Presents, Fernsehserie, Folge 5x23)
- 1961–1966: The Dick Van Dyke Show (Fernsehserie, 158 Folgen)
- 1963: Bye Bye Birdie
- 1964: Immer mit einem anderen (What a Way to Go!)
- 1964: Mary Poppins
- 1965: Bei Madame Coco (The Art of Love)
- 1966: Robin Crusoe, der Amazonenhäuptling (Lt. Robin Crusoe, U.S.N.)
- 1967: Scheidung auf amerikanisch (Divorce American Style)
- 1967: Die Lady und ihre Gauner (Fitzwilly)
- 1968: Wie klaut man ein Gemälde? (Never a Dull Moment)
- 1968: Tschitti Tschitti Bäng Bäng (Chitty Chitty Bang Bang)
- 1969: Der Komiker (The Comic)
- 1969: Ein Trottel kommt selten allein (Some Kind of a Nut)
- 1971: Bill Cosby (The Bill Cosby Show, Fernsehserie, Folge 2x17)
- 1971: Der 25 Millionen Dollar Preis (Cold Turkey)
- 1971–1974: The New Dick van Dyke Show (Fernsehserie, 72 Folgen)
- 1974: Der Morgen danach (The Morning After, Fernsehfilm)
- 1974: Columbo: Momentaufnahme für die Ewigkeit (Negative Reaction, Fernsehreihe)
- 1977: The Carol Burnett Show (Fernsehserie, 11 Folgen)
- 1979: Supertrain (Fernsehserie, Folge 1x02 And a Cup of Kindness Too)
- 1979: The Runner Stumbles
- 1982: Vater kratzt die Kurve (Drop-Out Father, Fernsehfilm)
- 1986: Strong Medicine – Tödliche Dosis (Strong Medicine, Fernsehfilm)
- 1986: Matlock (Fernsehserie, Folge 1x03 Der Fall Addison)
- 1987: Ein Engel auf Erden (Fernsehserie, Folge 3x15 Wally, Folge 3x25 Tod auf Bewährung)
- 1987: Airwolf (Fernsehserie, Folge 4x21 Malduke – Ein fast aussichtsloser Kampf)
- 1987: Nur ein Geist (Ghost of a Chance)
- 1988: The Van Dyke Show (Fernsehserie, 10 Folgen)
- 1989: Golden Girls (The Golden Girls, Fernsehserie, Folge 5x05 Clown oder nicht Clown)
- 1990: Dick Tracy
- 1991: Der goldene Käfig (Daughters of Privilege, Fernsehfilm)
- 1991: Jake und McCabe – Durch dick und dünn (Jake and the Fatman, Fernsehserie, Folge 4x18)
- 1992: Diagnose Mord (Diagnosis of Murder, Fernsehfilm)
- 1992: Das Mörderhaus (Diagnosis Murder: The House on Sycamore Street, Fernsehfilm)
- 1993: Der Tod kam weich wie Watte (A Twist of the Knife, Fernsehfilm)
- 1993: Mit Herz und Scherz (Coach, Fernsehserie, Folge 6x12 Weihnacht der Van Verdammten)
- 1993–2001: Diagnose: Mord (Diagnosis Murder, Fernsehserie, 178 Folgen)
- 1999: Becker (Fernsehserie, Folge 1x13 Becker Senior)
- 2000: Sabrina – Total Verhext! (Sabrina, the Teenage Witch, Fernsehserie, Folge 4x16 Fauler Zauber)
- 2002: Diagnosis Murder: Town Without Pity (Fernsehfilm)
- 2002: Diagnosis Murder: Without Warning (Fernsehfilm)
- 2003: Scrubs – Die Anfänger (Scrubs, Fernsehserie, Folge 2x14 Mein modernes Wissen)
- 2003: The Gin Game (Fernsehfilm)
- 2006: Coco, der neugierige Affe (Curious George, Stimme von Mr. Bloomsberry)
- 2006: Nachts im Museum (Night at the Museum)
- 2006–2008: Murder 101 (vier Fernsehfilme)
- 2010: The Caretaker 3D (Kurzfilm)
- 2014: Signed, Sealed, Delivered (Fernsehserie, Folgen 1x03 und 1x04)
- 2014: Die Coopers – Schlimmer geht immer (Alexander and the Terrible, Horrible, No Good, Very Bad Day)
- 2014: Nachts im Museum: Das geheimnisvolle Grabmal (Night at the Museum: Secret of the Tomb)
- 2015: The Middle (Fernsehserie, Folge 6x21 Der Heilungsprozess)
- 2015: Merry Xmas (Kurzfilm)
- 2016: Trolland – Das Geheimnis liegt zu euren Füßen (Trolland, Stimme von Yusop)
- 2018: Mary Poppins’ Rückkehr (Mary Poppins Returns)
- 2018: Buttons
- 2020: Kidding (Fernsehserie, 2 Folgen, Stimme von Hopscotch the Sasquatch)
- 2023: Zeit der Sehnsucht (Days of Our Lives, Fernsehserie, 4 Folgen)
- 2023: Die Simpsons (The Simpsons, Fernsehserie, Folge 35x03, Stimme)